# Tears on the Dancefloor
Tears on the Dancefloor è il quinto album in studio del gruppo musicale britannico Steps pubblicato nel 2017.

## Tracce
1. Scared of the Dark
2. You Make Me Whole
3. Story of a Heart
4. Happy
5. No More Tears on the Dancefloor
6. Firefly
7. Space Between Us
8. Gitter & Gold
9. Neon Blue
10. I Will You Again

Tracce bonus (Ed. digitale)
1. Scared of the Dark (Wideboys in the Shadows Vocal Mix)
2. Story of a Heart (7th Heaven Radio Mix)

## Formazione
- Lee Latchford-Evans
- Claire Richards
- Lisa Scott-Lee
- Faye Tozer
- Ian "H" Watkins